# حشائش تنينة
حشائش تنينة (الاسم العلمي: Dracontioides)، جنس نباتات مُزهرة من فصيلة اللوفية. كان يُعتقد منذ فترة طويلة أنهُ يحتوي على نوع واحد فقط حتى تم وصف النوع الثاني في عام 2005. وكلاهما يستوطن البرازيل.